# Silici-germani

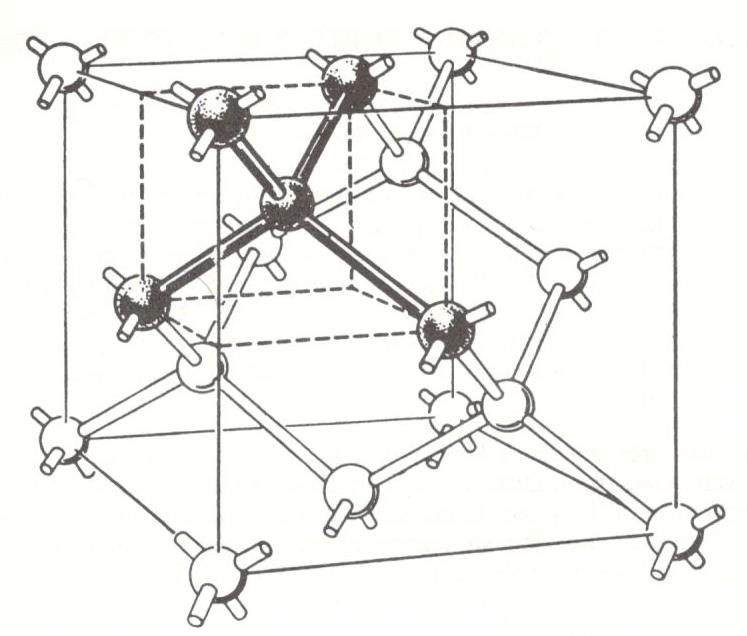
Estructura cristal·lina del silici-germani

SiGe (/ˈsɪɡiː/ o /ˈsaɪdʒiː/), o silici-germani, és un aliatge amb qualsevol relació molar de silici i germani, és a dir, amb una fórmula molecular de la forma Si1− x Gex. S'utilitza habitualment com a material semiconductor en circuits integrats (CI) per a transistors bipolars d'heterounió o com a capa inductora de tensió per a transistors CMOS. IBM va introduir la tecnologia a la fabricació convencional el 1989. Aquesta tecnologia relativament nova ofereix oportunitats en el disseny i la fabricació de circuits de senyal mixt i circuits analògics. SiGe també s'utilitza com a material termoelèctric per a aplicacions d'alta temperatura (>700 K).
L'ús del silici-germani com a semiconductor va ser defensat per Bernie Meyerson. SiGe es fabrica amb oblies de silici utilitzant conjunts d'eines de processament de silici convencionals. Els processos SiGe aconsegueixen costos similars als de la fabricació de CMOS de silici i són inferiors als d'altres tecnologies d'heterounió com l'arsenur de gal·li. Recentment, els precursors d'organogermani (per exemple, isobutilgermane, triclorur d'alquilgermani i triclorur de dimetilaminogermani) s'han examinat com a alternatives líquides menys perilloses per a la deposició MOVPE de pel·lícules que contenen Ge com ara Ge d'alta puresa, SiGe i silici estressat.
Els serveis de foneria SiGe els ofereixen diverses empreses de tecnologia de semiconductors. AMD va revelar un desenvolupament conjunt amb IBM per a una tecnologia de silici estressat SiGe, dirigida al procés de 65 nm. TSMC també ven capacitat de fabricació SiGe.
SiGe permet integrar la lògica CMOS amb transistors bipolars d'heterojunció, el que el fa adequat per a circuits integrats de senyal mixt. Els transistors bipolars d'heterounió tenen un guany directe més alt i un guany invers més baix que els transistors bipolars d'homojunció tradicionals. Això es tradueix en un millor rendiment de baixa corrent i alta freqüència. En ser una tecnologia d'heterounió amb una banda intermèdia ajustable, el SiGe ofereix l'oportunitat d'ajustar el bandgap més flexible que la tecnologia només de silici.